# Stanisław Urbańczyk
Stanisław Urbańczyk (* 27. Juli 1909 in Kwaczała; † 23. Oktober 2001 in Kraków) war ein polnischer Sprachwissenschaftler und Professor an den Universitäten von Toruń, Poznań und Kraków.

## Leben
Er entstammte einer Bauernfamilie, sein Vater Jan Urbańczyk war Schreiber in Kwaczała, seine Mutter Rozalia z Głowniów war die Tochter eines Müllers. Er hatte 10 Geschwister. Er besuchte die Sekundarschule in Krakau und studierte von 1929 bis 1934 Polnisch und slawische Philologie an der Universität Krakau, wo er ab 1937 auch unterrichtete. 1939 wurde er promoviert und im November von den Nationalsozialisten während der Sonderaktion Krakau verhaftet und in den Konzentrationslagern Sachsenhausen und Dachau eingesperrt. 1945 kehrte er an die Universität Krakau zurück und habilitierte sich dort. In den Jahren 1946 bis 1948 war er außerordentlicher Professor an der Universität Toruń, 1947 bis 1956 an der Universität Poznan. Hier war er 1950 bis 1954 Dekan der Fakultät der Geisteswissenschaften und der Philologie. 1956 wurde er ordentlicher Professor an der Jagiellonen-Universität Krakau. Seit 1953 war er Mitglied der polnischen Akademie der Wissenschaften. Zugleich hatte er die Funktion eines stellvertretenden Direktors am Institut für Literaturforschung. Er war 1973 bis 1979 Leiter des Instituts für polnische Sprache an der Polnischen Akademie der Wissenschaften. In den Jahren 1976–1991 leitete er die internationale Kommission zum Studium der grammatischen Struktur der slawischen Sprachen, 1991 wurde er Ehrenvorsitzender. Stanisław Urbańczyk war verheiratet mit Alina von Nitsch, mit der er drei Kinder hatte. Er starb im Alter von 92 Jahren und wurde auf dem Rakowicki-Friedhof begraben.

## Veröffentlichungen (Auswahl)
- Die altpolnischen Orthographien des 16. Jahrhunderts. Böhlau, Köln 1983. (Slavistische Forschungen 37) ISBN 3412027839
  - Deutsche Titelübersetzungen weiterer in polnischer Sprache geschriebener Werke:
    - Die Religion der heidnischen Slawen. (1947)
    - Altpolnisches Wörterbuch. (1953–2002)
    - Abriss der polnischen Dialektologie. (1962)
    - Frühe Slawen – Glaube und Kult. (1991)
    - Enzyklopädie der polnischen Sprachwissenschaft. (1978)